# نهى درويش
نهى درويش (مواليد 17 نوفمبر 1988) هي إعلامية مصرية تعمل حالياً كمذيعة أخبار ومقدمة برامج بقناة القاهرة الإخبارية، وقد قدمت خلال مسيرتها العديد من البرامج من أبرزها برنامج الدوم على شاشة قناة دي إم سي وقناة أون.

## حياتها المهنية

### حياتها
ولدت نهى درويش في القاهرة ودرست إدارة الأعمال حيث حصلت على درجة بكالوريوس من الجامعة الألمانية بالقاهرة ثم درست محاسبة وتمويل في جامعة ميونخ بألمانيا وحصلت بعد ذلك على دبلوم  في الإعلام من الجامعة الألمانية ثم  عملت كمُقدمة برامج وقارئة نشرات أخبار في قناة «إكسترا نيوز» منذ عام 2018 قبل أن تنتقل إلى قناة القاهرة الإخبارية مع انطلاقها عام 2022، كما عملت الإعلامية نهى درويش قبل دخول الإعلام في مجال دراستها؛ إذ تعاقدت مع إحدى شركات الاتصالات في مصر بمجال التسويق والـ«سوشيال ميديا».

### محطات في مسيرتها

#### إكسترا نيوز
انضمت نهى درويش إلى قناة إكسترا نيوز عام 2019 واستمرت فيها حتى أكتوبر 2022 وقدمت خلال هذه الفترة العديد من النشرات الإخبارية والبرامج من بينها برنامج هذا الصباح.

#### القاهرة الإخبارية
انضمت نهى درويش إلى قناة القاهرة الإخبارية مع انطلاقها في أكتوبر 2022 وقدمت العديد من النشرات الإخبارية والبرامج الحوارية ومن أبرزها برنامج منتصف النهار، كما أجرت العديد من الحوارات الخاصة أثناء عملها في القناة منها حوار مع مصمم الأزياء الفلبيني مايكل سينكو، ولقاء مع متحدث حركة فتح عبد الفتاح دولة.
كما شاركت نهى درويش في تغطية فعاليات مؤتمر الأمم المتحدة للتغير المناخي (COP28) في دبي، وتغطية مهرجان العلمين الجديدة في مصر 2024، حيث قدمت بودكاست هنا العلمين الذي تم بثه على منصات قناة القاهرة الإخبارية.
كما شاركت نهى درويش في تقديم حلقات برنامج ماذا يحدث الذي عرضته قناة القاهرة الإخبارية بعدة لغات لتغطية الحرب في غزة بعد اندلاعها في 7 أكتوبر 2023.

### حكاية وطن 2023
قدمت نهى درويش فعاليات الجلسة الختامية لمؤتمر «حكاية وطن.. بين الرؤية والإنجاز»، بحضور الرئيس المصري عبد الفتاح السيسي بالعاصمة الإدارية الجديدة في مصر.

### برنامج الدوم
شاركت نهى درويش في تقديم حلقات برنامج الدوم للمسابقات والذي اختص باكتشاف المواهب في مختلف المجالات في مصر وتم بثه على قناة دي إم سي وقناة أون.

### مؤتمر ومعرض مصر الدولي للطاقة "إيجبس 2025"
قدمت الإعلامية نهى درويش مؤتمر ومعرض مصر الدولي الثامن للطاقة “إيجبس 2025” بحضور الرئيس المصري عبد الفتاح السيسي ورئيس قبرص نيكوس خريستودوليدس وعدد من الوزراء ورؤساء الشركات العالمية للطاقة وأمناء المنظمات الدولية والإقليمية المعنية وعدد من وزراء الحكومة المصرية.